# Okres Plzeň-jih
Plzeň-jih (Nederlands: Pilsen-Zuid) is een district (Tsjechisch: Okres) in de Tsjechische regio Pilsen. Deze okres heeft geen eigen hoofdstad, de hoofdstad is Pilsen (Plzeň), dat in de naburige Okres Plzeň-město ligt. Het district bestaat uit 90 gemeenten (Tsjechisch: Obec). Een elftal gemeenten hoorde voor 1 januari 2007 nog bij deze okres, maar nu bij de okres Plzeň-město. Op dezelfde datum verwisselden de gemeenten Borovy en Nezdice de okres Klatovy voor Plzeň-jih.

## Lijst van gemeenten
De obce (gemeenten) van de okres Plzeň-jih. De vetgedrukte plaatsen hebben stadsrechten. De cursieve plaatsen zijn steden zonder stadsrechten (zie: vlek).
Blovice - Bolkov - Borovno - Borovy - Buková - Bukovec - Čečovice - Černovice - Čižice - Čížkov - Čmelíny - Dnešice - Dobřany - Dolce - Dolní Lukavice - Drahkov - Holýšov - Honezovice - Horní Kamenice - Horní Lukavice - Horšice - Hradec - Hradiště - Chlum - Chlumčany - Chlumy - Chocenice - Chotěšov - Jarov - Kasejovice - Kbel - Klášter - Kotovice - Kozlovice - Kramolín - Kvíčovice - Letiny - Lisov - Líšina - Louňová - Lužany - Měcholupy - Merklín - Mileč - Milínov - Míšov - Mladý Smolivec - Mohelnice - Nebílovy - Nekvasovy - Nepomuk - Netunice - Neuměř - Neurazy - Nezdice - Nezdřev - Nová Ves - Nové Mitrovice - Oplot - Oselce - Otěšice - Polánka - Prádlo - Předenice - Přestavlky - Přeštice - Příchovice - Ptenín - Radkovice - Roupov - Řenče - Seč - Sedliště - Skašov - Soběkury - Spálené Poříčí - Srby - Stod - Střelice - Střížovice - Štěnovice - Štichov - Tojice - Třebčice - Týniště - Únětice - Útušice - Ves Touškov - Vlčí - Vlčtejn - Vrčeň - Vstiš - Všekary - Zdemyslice - Zemětice - Žákava - Ždírec - Žinkovy - Životice
Domažlice · Klatovy · Plzeň-jih · -město · -sever · Rokycany · Tachov